# Clostridiaceae
Clostridiaceae sind eine Familie von Bakterien. Der Name ist abgeleitet von dem griechischen Word closter, was so viel wie „kleine Spindel“ bedeutet und sich auf die Zellform dieser Bakterien bezieht. In der Gattung Clostridium sind einige wichtige krankheitserregende Arten vorhanden.

## Merkmale
Die Zellen sind stäbchenförmig oder auch kokkoid, wie z. B. Zellen von Sarcina. Die meisten Arten sind obligat anaerob, d. h., sie tolerieren keinen Sauerstoff in ihrer Umgebung. Der Stoffwechsel ist meist die Fermentation. Die Arten sind in der Regel in der Lage, Endosporen zu bilden, um schlechte Umweltbedingungen zu überdauern. Obwohl die Familie zu den grampositiven Bakterien zählt, fällt der Gram-Test bei einigen Arten, vor allem bei thermophilen (hitzeliebenden), negativ aus. Ein Beispiel hierzu ist die Art Caloramator indicus, die optimale Wachstumstemperatur liegt bei dieser Art zwischen 60 und 65 °C. Es sind durch Flagellen bewegliche Arten wie auch unbewegliche (z. B. Sarcina) vorhanden. Bewegliche Arten von Clostridium, Caminicella, Natronincola und Anoxynatronum sind peritrisch (allseits) begeißelt, Thermohalobacter und Tindallia sind seitlich begeißelt.

## Ökologie
Die Ökologie dieser Gruppe ist sehr vielfältig. Es sind thermophile (hitzeliebende) Arten vorhanden, wie z. B. Caloramator. Einige Arten sind auch psychrophil, also kälteliebend. Beispiele sind Clostridium gasigenes und Clostridium psychrophilum. Die Fähigkeit Endosporen zu bilden und somit schlechte Lebensbedingungen zu überstehen macht sie wohl allgegenwärtig. Zu den Habitaten zählen u. a. Abwasser, Süßwasser, marine Sedimente, Salzseen, Kot, sowie der Lebensraum im und am Körper von Tieren, einschließlich des Menschen.
Einige Arten sind wichtige Krankheitserreger, wie z. B. Clostridium tetani, Erreger des gefährlichen Wundstarrkrampfs. Clostridium acetobutylicum ist von biotechnischer Bedeutung zur Herstellung von Lösungsmitteln. Diese Art zählt zu den acetogenen Bakterien, es kann autotroph mit CO2 oder CO und Wasserstoff (H2) wachsen. C. acetobutylicum kann hierbei zu der Produktion der Lösungsmittel Aceton, Butanol und Ethanol genutzt werden. Man spricht hierbei von der Aceton-Butanol-Ethanol-Gärung (ABE). Andere acetogene Arten von Clostridium können z. B. für die Produktion von Hexanoat, Hexanol, Ethanol und Butanol genutzt werden.

## Systematik
Die Systematik der Clostridiaceae unterlag durch die nun häufig eingesetzte phylogenetische Analyse des 16S rRNS Gens in den letzten Jahren erheblichen Veränderungen. Einige früher in der Gattung Clostridia geführten Arten wurden anderen Gattungen zugeteilt, die teilweise in anderen Familien oder gar Ordnungen geführt werden. So wurde z. B. die Art Clostridium thermosaccharolyticum zu der Gattung Thermoanaerobacterium und Clostridium thermoaceticum zu der Gattung Moorella gestellt. Beide Gattungen gehören zu der Familie Thermoanaerobacteraceae der Ordnung Thermoanaerobacterales. Die früher zu den Clostridiaceae gestellten Gattungen Anaerosalibacter Rezgui et al. 2012 und Tepidimicrobium Slobodkin et al. 2006 emend. Niu et al. 2009 wurden zu der Familie Tissierellaceae gestellt.
Eine Auswahl von Gattungen, die zu der Familie gestellt werden:
- Alkaliphilus Takai et al. 2001 emend. Wu et al. 2010
- Anaerosporobacter Jeong et al. 2007
- Anoxynatronum Garnova et al. 2003
- Brassicibacter Fang et al. 2012
- Butyricicoccus Eeckhaut et al. 2008
- Caloramator Collins et al. 1994 emend. Ogg and Patel 2011
- Caloranaerobacter Wery et al. 2001
- Caminicella Alain et al. 2002
- Cellulosibacter Watthanalamloet et al. 2012
- Clostridiisalibacter Liebgott et al. 2008
- Clostridium Prazmowski 1880
- Natronincola Zhilina et al. 1999
- Oxobacter Collins et al. 1994
- Sporosalibacterium Rezgui et al. 2011
- Thermobrachium Engle et al. 1996
- Thermohalobacter Cayol et al. 2000
- Thermotalea Ogg and Patel 2009
- Tindallia Kevbrin et al. 1999

Die meisten Gattungen enthalten jeweils nur eine Art (z. B. Brassicibacter mesophilus oder Caminicella sporogenes).